# Cantonul Le Petit-Quevilly
Cantonul Le Petit-Quevilly este un canton din arondismentul Rouen, departamentul Seine-Maritime, regiunea Haute-Normandie, Franța.

## Comune
| Comune         | Populație (1999) | Cod poștal | Cod INSEE |
| -------------- | ---------------- | ---------- | --------- |
| Petit-Quevilly | 22 332           | 76140      | 76498     |